# هجمات السفارات الأمريكية 2012

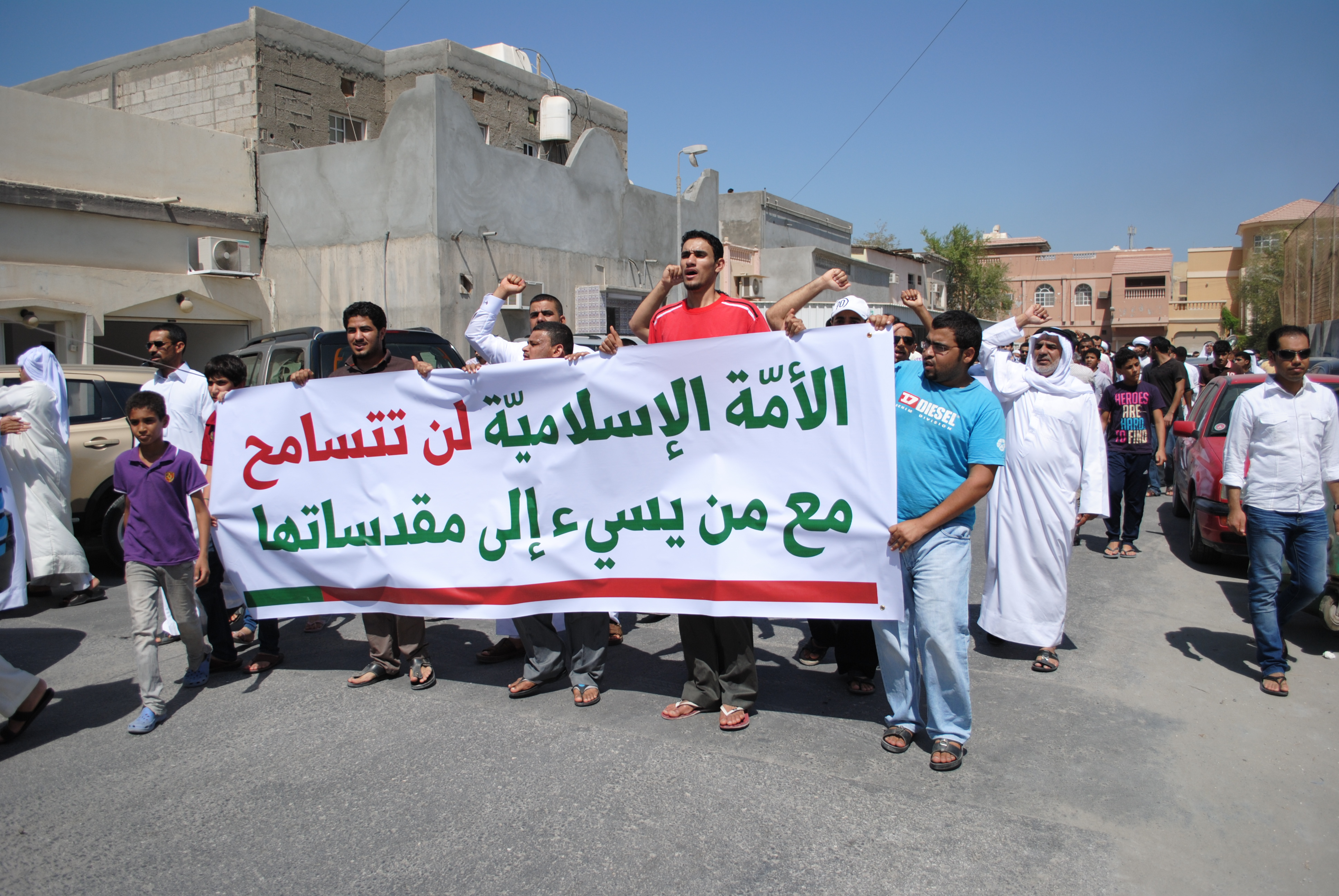
متظاهرين في البحرين

هجمات السفارات الأمريكية هجمات متزامنة وقعت في سبتمبر 2012 ، في 11 سبتمبر بنغازي والقاهرة على البعثتين الامريكيتين فيهما وفي 13 سبتمبر في صنعاء وصادف الهجومان في مصر وليبيا الذكرى الحادية العشر للهجمات الحادي عشر من سبتمبر، وأعقب مضي عدة أشهر على تسلم حكومات الثورة السلطة في البلدين. اندلعت الاشتباكات بسبب بث الفلم المسئ للرسول محمد والمعروف باسم براءة المسلمين. وإن كان الهجوم على السفارة الأمريكية سلميا في مجمله رغم انزال المهاجمين للعلم الاميركي من ساريته. فإن الهجوم الذي شن على القنصلية الأمريكية في ليبيا كان أشد وطأة وأعنف بكثير واستعملت فيه الأسلحة الثقيلة. وقذف مجهولون مبنى القنصلية بالصواريخ ما أدى إلى اشتعال النيران فيها ومقتل السفير الأميريكي في ليبيا كريستوفر ستيفنز وجنديين من مشاة البحرية الأمريكية وموظف أمريكي في السفارة.
وفي صنعاء اقتحم المتظاهرون السفارة الأمريكية وحاولت قوات الأمن منعهم بإطلاق النار في الهواء وهشم المقتحمون نوافذ مكاتب الأمن خارج السفارة وأحرقوا خمس سيارات على الأقل واسفر الاقتحام عن مقتل شخصين وإصابة 15 شخصاً على الأقل بعضهم بطلقات رصاص.
يشار بالذكر إلى أن الاحتجاجات والتظاهرات اتسعت لتشمل دول أخرى في المنطقة منها الأردن ولبنان والعراق وتونس والسودان والجزائر بالإضافة إلى الهند.

## الهجوم على السفارة الأمريكية في تونس
توجه مئات المتظاهرين معظمهم من السلفيين وأتباع تنظيم «أنصار الشريعة» بعد صلاة الجمعة يوم 14 سبتمبر 2012 إلى السفارة الأمريكية في تونس احتجاجا على فيلم «براءة المسلمين» المسيء للإسلام والذي أخرج في الولايات المتحدة.
في البداية، اندلعت مواجهات بين المتظاهرين وقوات الأمن المنتشرة حول محيط السفارة الأمريكية وسريعا ما تصاعدت حدة التوتر حيث عمد المحتجون إلى إلقاء الحجارة والزجاجات الحارقة، قابلتها الوحدات الأمنية بالرصاص المطاطي والغاز المسيل للدموع مما تسبب في تصاعد الدخان بكثافة حول السفارة قبل ان يتولى السلفيون اقتحام المقر وتعويض العلم الأمريكي براية إسلامية وذلك رغم التواجد المكثف لقوات الأمن في مكان الحادثة. قامت قوات مكافحة الإرهاب التونسية بإجلاء السفير الأمريكي ومسؤوليين آخرين لمكان آمن.
خلف هذا الهجوم، 4 قتلى في صفوف المتظاهرين وحوالي 30 جريح.

### جدل التعويضات
على الرغم من الوضع الإقتصادي الصعب الذي تعيشه تونس، فقد طالبت الولايات المتحدة الأمريكية بمبلغ مالي قدره 12.882 مليون دولار أمريكي تعويضًا عن أضرار السفارة، وقرابة 5.495 ملايين دولار تعويضًا عما لحق بالمدرسة التابعة لها من تخريب، واعتبرت السفارة الأمريكية في مذكرة شفوية وجهتها للخارجية التونسية في 19 مايو 2013، أن المبالغ المطلوبة هي التكلفة التي قدرتها لحجم الخسائر. وقدمت السفارة الأمريكية مقترحًا يقضي بالتخلي عن الغرامة المالية في التعويض، والبالغ إجمالاً ما يناهز 18 مليون دولار، لقاء تفويت تونس لقطعة الأرض المقامة عليها المدرسة الأمريكية، والمقدرة بنحو 22848 مترًا مربعًا، وقدرت وزارة أملاك الدولة التونسية قيمة الأرض التي تطالب بها أمريكا، بـ12.337.929 دينار تونسي أي ما يعادل نصف قيمة التعويض المالي (قرابة 9 ملايين دولار). وهو ما اعتبره تونسييون انتهاكًا لسيادة الدولة، وطالبوا الحكومة بالتراجع عن مشروعي قانوني التعويض الذي قدمته للبرلمان عام 2015.

### تسريبات ويكيليكس
قطعة الأرض التي اقترحت السفارة الأمريكية التفويت فيها، تمتد على 8 هكتارات وقع تأجيرها بعقد ايجار تنتهي مدته سنة 2025، بين الدولة التونسية والإدارة الأمريكية ومن بين بنوده فصلا يخوّل للدولة التونسية رفض التجديد، حيث كشفت مراسلات سرية من السفارة الأمريكية إلى الإدارة الأمريكية في واشنطن، نشرها موقع ويكيليكس سنة 2009 أن رغبة أمريكية انطلقت منذ 2007 بنقل ملكية الأرض إلى الحكومة الأمريكية. سفارة الولايات المتحدة عرضت على الجانب التونسي زمن حكم بن علي نقل ملكية قطعة الأرض التي تقوم عليها المدرسة إمّا بالبيع أو بالتبرع، لكنها واجهت رفضا من السلطات التونسية.

## ردود الفعل الدولية
- الأمم المتحدة : دعا الأمين العام بان كي مون مسلمي الشرق الأوسط وشمال إفريقيا إلى ضبط النفس، وقال أنه لا يوجد ما يبرر «الاعتدادءات وجرائم القتل».[16]
- الاتحاد الأوروبي: قالت مفوضة الشئون الخارجية في الاتحاد الأوروبي كاثرين أشتون: «أدين بشدة الهجمات على البعثات الدبلوماسية في دول عدة والتي أودت بأرواح بشرية وتدمير ممتلكات»، ودعت السلطات في الدول المعنية إلى حماية البعثات الدبلوماسية وطواقمها سريعًا.[17]
- ألمانيا: أدان وزير الخارجية غيدو فيسترفيله الهجوم على السفارتين الأمريكيتين في القاهرة وبني غازي، وطالب بتأمين السفارت، وقال «ما يقدر التعصب الديني على فعله ظهر بمنتهى الوضوح في أحداث الأمس بالقاهرة وبنغازي».[18]
- روسيا: أدان الرئيس الروسي فلاديمير بوتين مقتل السفير الأمريكي في ليبيا، وقال أنه «إذا لم ترد الدولة في الوقت المناسب وبشدة على الاستفزازات الموجهة ضد المشاعر الدينية، فسيبدأ الناس المهانون والمستاؤون بالدفاع عن مصالحهم، وفي بعض الأحيان يأتي ذلك بأشكال غير مقبولة تماما، وهم يستخدمون وسائل غير مقبولة».[19]
- المغرب: قال وزير الشؤون الخارجية والتعاون سعد الدين العثماني، إن «الإساءة إلى الأديان والأنبياء وفي مقدمتهم نبينا محمد عليه الصلاة والسلام أمر مرفوض»، وذلك على خلفية عرض فيلم مسيء للرسول محمد.

وطالب العثماني في تصريح لجريدة هسبريس الإلكترونية، بـ«توافق دولي، لإقرار مواثيق تجرم مثل هذه الإساءة وتؤكد على ضرورة احترام وتقدير الأديان والأنبياء».
وغداة مقتل السفير الاميركي في ليبيا وثلاثة أميركيين آخرين في هجوم نفذته مجموعة غاضبة من بث فيلم يصور المسلمين ورسولهم الكريم بأبشع الصور، أكد وزير الخارجية المغربي رفضه لـ «عملية القتل والانتفاضات العشوائية»، داعيا كافة المسلمين إلى «الدفاع عن قضاياهم بطرق حضارية وسلمية»،
وفي غضون ذلك توجهت فرقة لمكافحة الإرهاب تتألف من 50 فردا من قوات مشاة البحرية الأمريكية (المارينز) إلى ليبيا، بينما أمر الرئيس الأمريكي باراك أوباما بتعزيز الإجراءات الامنية حول البعثات الدبلوماسية الأمريكية عبر العالم، عقب الهجوم الدموي الذي استهدف القنصلية الأمريكية في بنغازي المدينة التي انطلقت منها الثورة الليبية التي أطاحت بالزعيم الليبي معمر القذافي في 2011.